# Ejido San Cristóbal
Ejido San Cristóbal är en ort i Mexiko. Den ligger i kommunen Chiconcuac i delstaten Mexiko, i den centrala delen av landet, 28 km nordost om huvudstaden Mexico City. Ejido San Cristóbal hade 1 081 invånare vid folkräkningen 2010. Orten ingår i Mexico Citys storstadsområde.